# 魯本布魯赫湖

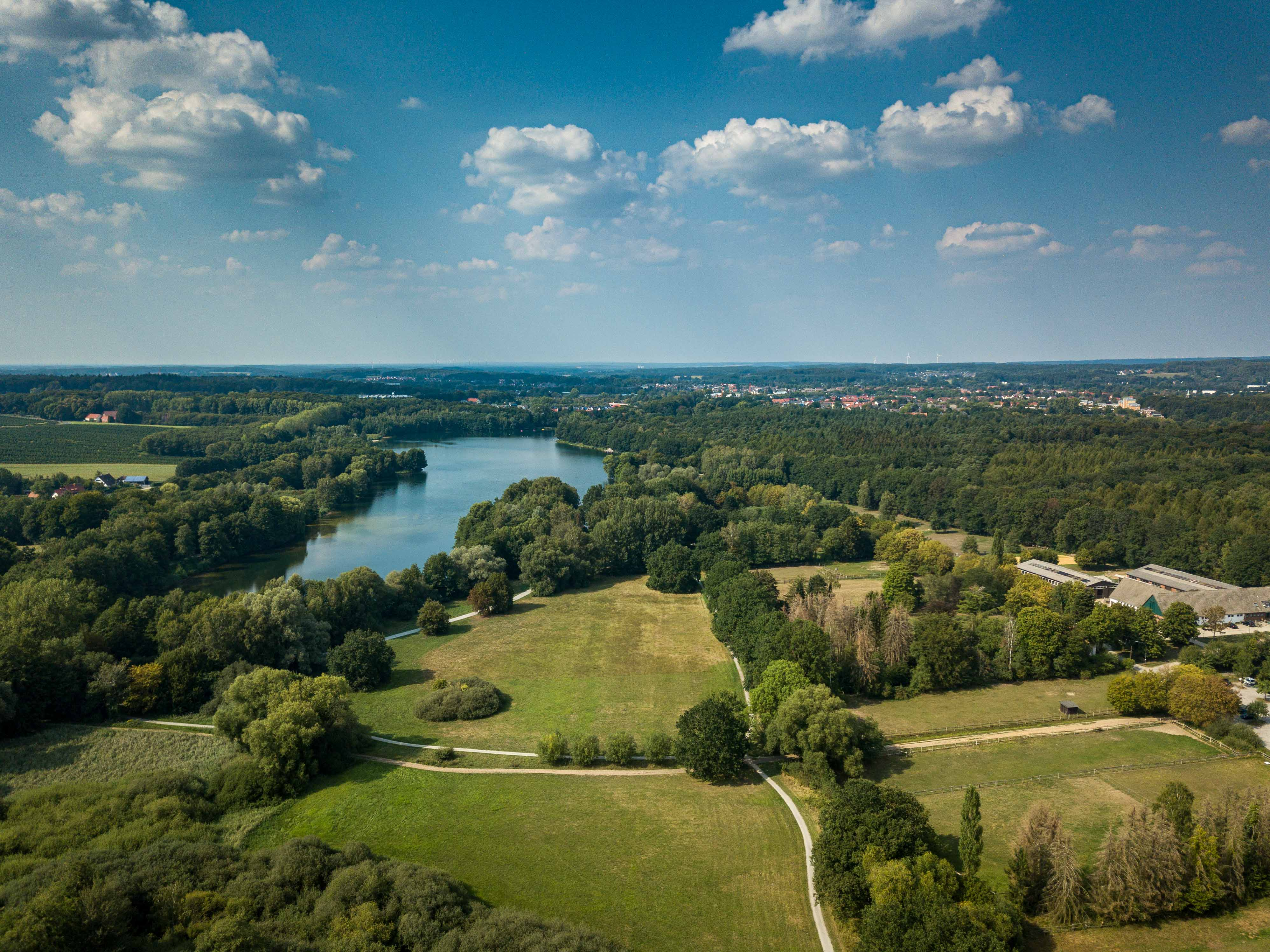

52°17′13″N 7°59′20″E / 52.286823°N 7.9887572°E
魯本布魯赫湖（德語：Rubbenbruchsee），是德國的湖泊，位於該國西北部，由下薩克森州負責管轄，處於奧斯納布魯克以西，長1公里、寬0.3公里，面積0.24平方公里，海拔高度66米，最大水深24米。